# Bánov (Slovaquie)
Pour les articles homonymes, voir Bánov.
Bánov (en hongrois : Bánkeszi) est une commune du district de Nové Zámky, dans la région de Nitra, en Slovaquie.

## Histoire
La première mention écrite du village date de 1113.

## Démographie

### Évolution de la population
| Année:               | 1994. | 2004.   | 2014.   | 2024.   |
| -------------------- | ----- | ------- | ------- | ------- |
| Nombre de personnes: | 3760  | 3742    | 3709    | 3548    |
| Différence:          |       | -0,47 % | -0,88 % | -4,34 % |

| Année:               | 2023. | 2024.   |
| -------------------- | ----- | ------- |
| Nombre de personnes: | 3582  | 3548    |
| Différence:          |       | -0,94 % |